# Gianmarco Pozzecco
Gianmarco Pozzecco (Gorizia, 15 settembre 1972) è un allenatore di pallacanestro ed ex cestista italiano, di ruolo playmaker, commissario tecnico della nazionale italiana.
Play dotato di estro e fantasia, ricordato come uno dei migliori giocatori italiani di sempre nel ruolo; assurse alla notorietà anche per la sua personalità e per il carattere estroverso.

## Carriera

### Giocatore

Pozzecco, in canotta varesina, supera il trevigiano Marconato nella gara che è valsa lo scudetto 1998-99.

Cresciuto a Trieste, nel 1991 debuttò in A2 a Udine con la Rex e l'anno dopo rimase anche in Serie B d'Eccellenza. Nel 1993 passò alla Libertas Pallacanestro Livorno, dove giocò una stagione. Venne quindi ceduto alla Pallacanestro Varese, vincendo nel 1999 lo scudetto e subito dopo la Supercoppa Italiana.
Nel periodo 2002-2005 milita nella Fortitudo Bologna. Nel 2005 a causa di contrasti con il coach Repeša viene messo fuori rosa, andando poi a concludere la stagione in Spagna.
Nel 1997 viene selezionato per la prima volta dalla nazionale italiana. Nelle stagioni 1998-99 e 2000-01 partecipa all'All Star Game Italiano e nel 1999 al McDonald's Championship.
Nella stagione televisiva 2000-01 ha condotto, insieme a Samantha De Grenet, il programma Candid Camera Show su Italia 1.
Nel 2004 ha partecipato alla spedizione italiana alle Olimpiadi di Atene, aggiudicandosi la medaglia d'argento al termine della finale persa contro l'Argentina. Ottimo fu in particolare il suo apporto nella vittoria in semifinale contro i più quotati lituani (17 punti in 21 minuti giocati).
Nella stagione 2005-06 Pozzecco tenta l'avventura in Russia, a Mosca, firmando un contratto annuale con il Chimki, contratto poi rinnovato anche per la stagione successiva, nella quale la compagine russa disputa la ULEB Cup.
Nel 2007-08 torna in Italia. Inizialmente sembra accasarsi alla Virtus Bologna, poi Gianmarco ci ripensa poco prima di firmare, per non essere considerato un traditore dai suoi storici ex tifosi della Fortitudo e di Varese. Il 25 luglio 2007 firma infine un contratto annuale con l'Upea Capo d'Orlando. Dopo aver disputato una regular season di alto livello, con quasi 18 punti e 8 assist a partita, Pozzecco comunica di volersi ritirare dal basket giocato al termine dei play-off.
Il 15 maggio 2008, al Palasport Giacomo Del Mauro di Avellino, dà l'addio alla pallacanestro a tre minuti dalla conclusione della gara di play-off Avellino-Capo d'Orlando, quando ormai le sorti della gara sono segnate con l'eliminazione della sua squadra (la partita venne interrotta per concedere all'atleta l'applauso del pubblico e dei giocatori).
Amando profondamente la pallacanestro e nutrendo da sempre la volontà di giocare assieme a suo fratello, nella stagione 2008-09, oltre a collaborare con la Gazzetta dello Sport e Sky, Gianmarco Pozzecco veste la casacca della Servolana Trieste, formazione partecipante al campionato di serie C regionale (ex C2).
Nel 2009 entra nei quadri societari della Olimpia Milano e torna a giocare in Serie C Dilettanti con la "nuova" Orlandina Basket, disputando una gara in campionato contro l’Amatori Basket Messina, con 10 punti all'attivo.
Ha proseguito la sua collaborazione con Sky, commentando talora le partite dell'NBA, e presentando il programma di approfondimento Rhythm and Basket assieme a Mirela Kovacevic.
Ha collaborato anche come opinionista fisso con LA7 e con Sportitalia in alcuni programmi sul basket, quali NBA News e l'approfondimento sull'Eurolega e nel 2012-2013 conduce Sotto Canestro, programma dedicato al basket assieme al conduttore sportivo Ugo Francica Nava e alla cestista e modella Valentina Vignali.

### Allenatore

#### Gli inizi, l'esperienza croata

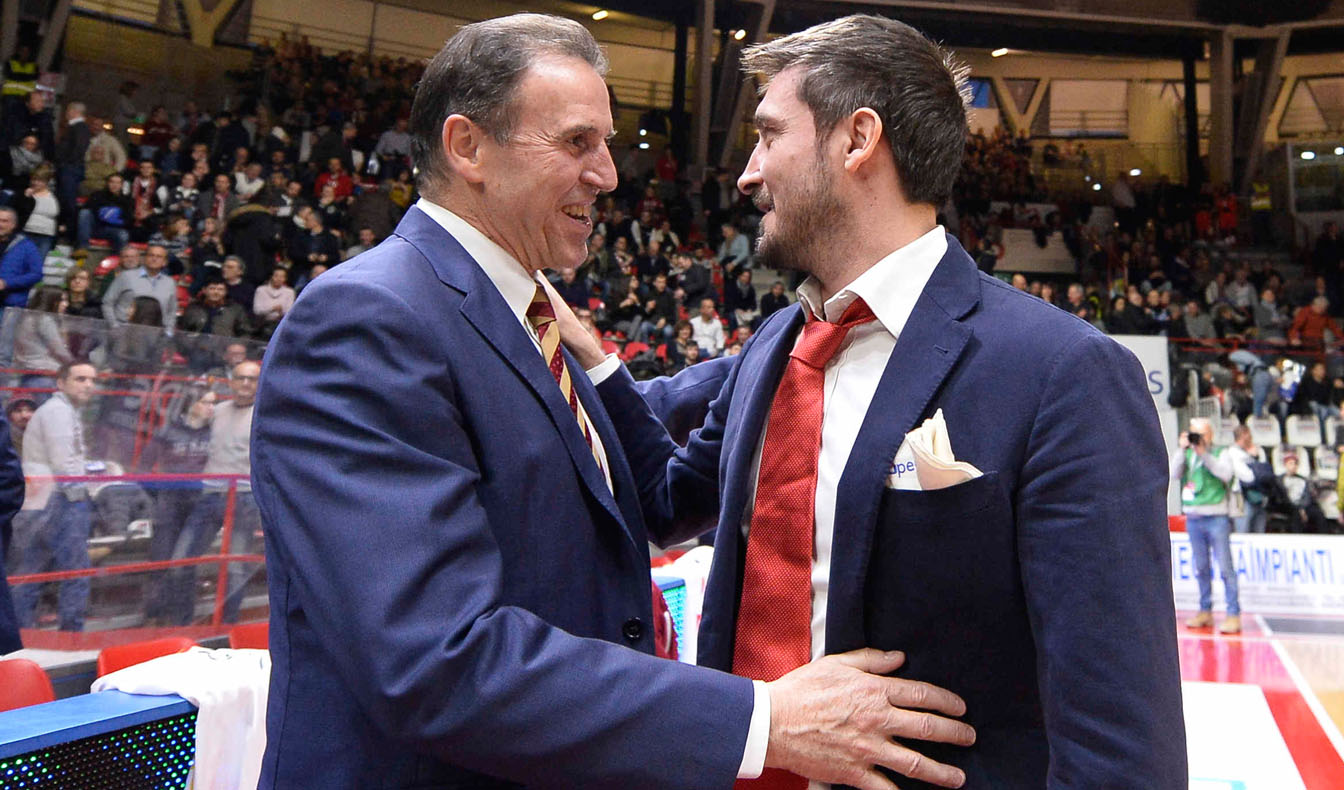
Pozzecco allenatore nell'ultima partita alla guida di Varese nel febbraio 2015, con Carlo Recalcati, coach della Reyer Venezia.

Il 13 novembre 2012 viene nominato nuovo allenatore dell'UPEA Capo d'Orlando in sostituzione di Massimo Bernardi. Prende la squadra in ultima posizione (0-6) e chiude la stagione all'undicesimo posto (12-16) per un totale di 12 vittorie e 10 sconfitte alla prima stagione da allenatore. In estate decide di prolungare il suo rapporto con l'Orlandina Basket. Nella stagione 2013/2014 diventa l'allenatore di Matteo Soragna e Gianluca Basile, suoi ex compagni in nazionale, ingaggiati nel mercato estivo dalla dirigenza paladina. La sua Orlandina chiude seconda la stagione regolare e arriva in finale, perdendo la serie 3-0 contro l'Aquila Basket Trento.
Il 13 giugno 2014 firma un contratto biennale con la Pallacanestro Varese in Serie A. Il debutto nella massima serie nelle vesti di allenatore coincide con una vittoria nel derby casalingo contro Cantù. Il 24 febbraio 2015 si dimette dall'incarico. Per le stagioni 2015-2016 e 2016-2017 sceglie di essere assistente dell'ex compagno di squadra Veljko Mršić al Cedevita Zagabria, in Croazia.
Il 27 marzo 2018 ritorna alla Fortitudo Bologna, questa volta nelle vesti di allenatore dopo la parentesi da giocatore. Qui eredita la panchina di Matteo Boniciolli (il quale lascia ufficialmente per problemi di salute) e firma un biennale, con la squadra impegnata nel campionato di Serie A2. Il 7 giugno rescinde il contratto che lo legava alla squadra emiliana.

#### Dinamo Sassari
L'11 febbraio 2019, Pozzecco torna in Serie A firmando con la Dinamo Sassari, dove conquista la FIBA Europe Cup in finale contro i tedeschi del S.Oliver Würzburg.
Con la Dinamo, lo stesso anno, arriva alle Finali di LBA PosteMobile dopo aver battuto l'Olimpia Milano per 3-0. Incontra la Reyer Venezia di De Raffaele con la quale arriva alla gara 7, dove viene sconfitto per 87-61.
Confermato per la stagione 2019-2020, vince a inizio stagione la Supercoppa italiana, il suo secondo titolo coi sardi, nella rivincita contro la Reyer Venezia. Si qualifica da numero 2 del tabellone in Coppa Italia ma viene eliminato al primo turno dalla N.B. Brindisi, mentre il campionato viene interrotto a causa della pandemia di COVID-19.
La stagione 2020-2021 è la più travagliata: a giugno del 2020 venne addirittura annunciata dalla stampa la separazione a causa di divergenze, poi una conferenza stampa con lui e il presidente Sardara fece rientrare il caso e venne confermato sulla panchina biancoblù. L'avventura in Champions League termina al secondo girone, mentre nelle competizioni domestiche la squadra si piazza terza al giro di boa, deludendo però in Coppa Italia venendo eliminata ai quarti dalla V.L. Pesaro. A fine regular season è quinta e ai playoff trova ancora una volta la Reyer Venezia. È nuovamente una sfida all'ultimo respiro con i lagunari che vincono a gara 5. Tuttavia i rapporti tra Pozzecco e Sardara durante la stagione si confermano precari, con il culmine che si presenta a ridosso della fine della stagione regolare: a causa di una sanzione per bestemmie già comminata dalla FIBA un mese prima, la società decide di sospendere per 10 giorni il tecnico costringendolo a saltare le ultime due partite di campionato e gara 1 dei playoff. Questo porterà poi, a stagione finita, alla separazione tra Pozzecco e la Dinamo nonostante un anno di contratto rimanente.

#### Olimpia Milano
Il 30 giugno 2021, viene annunciato il suo ingaggio come assistente allenatore di Ettore Messina all'Olimpia Milano per la stagione 2021-2022, e vince la Coppa Italia in finale contro il Derthona Basket e lo Scudetto contro la Virtus Bologna. In Eurolega esce sconfitto ai quarti di finale contro l'Anadolu Efes. A fine stagione lascia il club lombardo per diventare a tempo pieno commissario tecnico dell'Italbasket.

#### ASVEL Lyon-Villeurbanne
Nell'ottobre 2023 viene ufficializzato come nuovo Head coach dei francesi dell'ASVEL Lyon-Villeurbanne. La mattina del 6 gennaio 2024, dopo non essere riuscito a migliorare il rendimento della squadra, nonostante la vittoria in Eurolega contro lo Zalgiris Kaunas allenato da Andrea Trinchieri, viene sollevato dall'incarico.

#### Nazionale italiana
Il 2 giugno 2022 viene ufficializzato come nuovo commissario tecnico della nazionale italiana, al posto dell'esonerato Romeo Sacchetti, suo ex allenatore ai tempi dell'Orlandina. Il 25 dello stesso mese, Pozzecco perde la sua prima partita come coach della nazionale, in un'amichevole contro la Slovenia. Nella prima manifestazione ufficiale da capo-allenatore raggiunge i quarti di finale dell’Europeo di Basket 2022, cedendo alla Francia dopo un overtime.

### Dopo il ritiro
Ha collaborato come opinionista per Sky Sport prima, e per Sportitalia poi, oltreché come voce tecnica per LA7.

## Statistiche

### Giocatore
| Stagione        | Squadra                | Competizione    | Partite | Partite | Partite | Statistiche tiro | Statistiche tiro | Statistiche tiro | Altre statistiche | Altre statistiche | Altre statistiche | Altre statistiche | Altre statistiche |
| Stagione        | Squadra                | Competizione    | Pres.   | Titol.  | Minuti  | Tiri da 2        | Tiri da 3        | Liberi           | Rimb.             | Assist            | Rubate            | Stopp.            | Punti             |
| --------------- | ---------------------- | --------------- | ------- | ------- | ------- | ---------------- | ---------------- | ---------------- | ----------------- | ----------------- | ----------------- | ----------------- | ----------------- |
| 1991-1992       | Rex Udine              | Serie A2        | 21      | 1       | 216     | 19/29            | 2/8              | 15/26            | 27                | 28                | 23                | 0                 | 59                |
| 1992-1993       | Libertas Udine         | Serie B1        |         |         |         |                  |                  |                  |                   |                   |                   |                   |                   |
| 1993-1994       | Baker Livorno          | Serie A1        | 40      | 11      | 707     | 98/178           | 25/67            | 148/187          | 66                | 36                | 77                | 0                 | 419               |
| 1994-1995       | Cagiva Varese          | Serie A1        | 35      | 32      | 902     | 59/97            | 26/75            | 96/125           | 50                | 118               | 50                | 0                 | 292               |
| '95-ott. '95    | Cagiva Varese          | Serie A1        | 5       | 5       | 157     | 14/19            | 2/5              | 25/33            | 13                | 24                | 8                 | 1                 | 59                |
| 1996-1997       | Cagiva Varese          | Serie A1        | 33      | 33      | 1152    | 123/200          | 59/144           | 141/166          | 70                | 161               | 98                | 0                 | 564               |
| 1997-1998       | Pallacanestro Varese   | Serie A1        | 33      | 33      | 1167    | 150/312          | 47/136           | 212/255          | 101               | 144               | 79                | 0                 | 653               |
| 1998-1999       | Pallacanestro Varese   | Serie A1        | 32      | 29      | 1000    | 104/191          | 47/121           | 141/165          | 78                | 167               | 78                | 0                 | 490               |
| 1999-2000       | Varese Roosters        | Serie A1        | 29      | 26      | 930     | 131/224          | 39/101           | 163/202          | 75                | 131               | 95                | 1                 | 542               |
| 2000-2001       | Varese Roosters        | Serie A1        | 32      | 30      | 1117    | 217/394          | 74/201           | 209/243          | 101               | 167               | 107               | 1                 | 865               |
| 2001-2002       | Metis Varese           | Serie A         | 27      | 15      | 760     | 84/166           | 34/114           | 127/156          | 59                | 146               | 58                | 1                 | 397               |
| 2002-2003       | Skipper Bologna        | Serie A         | 44      | 7       | 921     | 102/191          | 44/133           | 175/203          | 88                | 202               | 60                | 1                 | 511               |
| 2003-2004       | Skipper Bologna        | Serie A         | 38      | 5       | 627     | 47/84            | 25/73            | 86/97            | 65                | 141               | 38                | 1                 | 255               |
| '04-apr. '05    | Climamio Bologna       | Serie A         | 22      | 0       | 313     | 19/37            | 13/33            | 33/40            | 41                | 74                | 12                | 1                 | 110               |
| apr. '05-'05    | Cai Zaragoza           | LEB             | 4       |         | 80      | 13/20            | 10/19            | 23/39            | 3                 | 10                | 3                 | 0                 | 75                |
| 2005-2006       | BK Chimki              | Superliga A     |         |         |         |                  |                  |                  |                   |                   |                   |                   |                   |
| 2006-2007       | BK Chimki              | Superliga A     |         |         |         |                  |                  |                  |                   |                   |                   |                   |                   |
| 2007-2008       | Pierrel Capo d'Orlando | Serie A         | 30      | 30      | 922     | 91/187           | 55/153           | 172/196          | 81                | 233               | 53                | 2                 | 519               |
| 2008-2009       | Servolana Trieste      | Serie C2        |         |         |         |                  |                  |                  |                   |                   |                   |                   |                   |
| 2009-2010       | Upea Capo d'Orlando    | Serie C dil.    | 1       | 1       | 21      | 3/7              | 0/6              | 4/4              | 3                 | 4                 | 1                 | 0                 | 10                |
| Totale carriera | Totale carriera        | Totale carriera | 430     | 258     | 10992   | 1274/2345        | 502/1389         | 1762/2170        | 924               | 1786              | 840               | 9                 | 5850              |

## Palmarès

### Giocatore

#### Club
- Campionato italiano: 2

Varese: 1998-1999
Fortitudo Bologna: 2004-2005
- Supercoppa italiana: 1

Varese: 1999

#### Nazionale
- Argento olimpico: 1

Atene 2004

#### Individuale
- Miglior giocatore agli Oscar GIBA: 1

2001

### Allenatore

#### Club

##### Competizioni nazionali
- Supercoppa italiana: 1

Dinamo Sassari: 2019

##### Competizioni internazionali
- FIBA Europe Cup: 1

Dinamo Sassari: 2018-2019

## Filmografia
- L'amore fa male, regia di Mirca Viola (2011)